# Senio Toleafoa
Pour les articles homonymes, voir Toleafoa.
Pas d'image ? Cliquez ici

a Compétitions nationales et continentales officielles uniquement.

b Matchs officiels uniquement.
Dernière mise à jour le 21 mai 2025.
Senio Toleafoa, né le 26 août 1993 à Westmead (en), est un joueur international samoan de rugby à XV de nationalité civile australienne, qui évolue au poste de deuxième ligne.

## Biographie
Né à Westmead (en) dans la banlieue de Sydney, Senio Toleafoa porte les couleurs de deux nations différentes en catégorie junior, disputant le Championnat du monde avec les Samoa en 2012 puis l'Australie en 2013,.
En club, il participe au Shute Shield, championnat domestique des équipes de Sydney, avec West Harbour RFC puis Penrith RC, respectivement en 2013 et 2014.
L'année suivante, il prend part avec les Sydney Stars au National Rugby Championship, compétition fédérale considérée au plus haut niveau national.
Toujours dans la région de Sydney, il joue au printemps 2016 avec les Parramatta Two Blues, participant au Shute Shield. Il participe ensuite au National Rugby Championship sous le maillot des Western Sydney Rams, constituée entre autres de joueurs des Two Blues. Au printemps 2017, il atteint le plus haut niveau du rugby à XV australien, intégrant le groupe des Waratahs et participant à quelques matchs de Super Rugby,. Il finit la saison 2017 avec les Two Blues, à nouveau dans le cadre du Shute Shield.
À l'intersaison 2017, il choisit de quitter l'Australie pour se diriger vers l'Europe, rejoignant l'USON Nevers en Pro D2, apportant son expérience en deuxième ligne.
Toleafoa connaît sa première cape internationale avec l'équipe nationale des Samoa, dans le cadre de la rencontre de Coupe des nations du Pacifique, affrontant les Tonga à domicile, à l'Apia Park. Après la compétition, il est pré-sélectionné dans le groupe des Manu Samoa dans le cadre de la préparation en vue de la Coupe du monde 2019 au Japon, avant d'être retenu dans l'effectif final,.
De retour en club à Nevers, la saison 2019-2020 est interrompue par la pandémie de Covid-19. Alors que le club nivernais est sujet à des difficultés financières en conséquence de la crise sanitaire, plusieurs contrats de joueurs ne sont pas renouvelés : cette situation touche entre autres Toleafoa, qui rompt à l'amiable avec le club son contrat un an avant son terme,.
Alors qu'il n'a participé à aucune rencontre lors de la saison 2020-2021, il s'engage à la fin du mois de mars avec l'US Dax afin de disputer les dernières rencontres de Nationale. Il ne prolonge pas la saison suivante, quittant le club pour des raisons familiales.
Toleafoa rejoint ensuite la Nouvelle-Zélande, s'engageant avec la province de North Harbour en Championnat national des provinces. Il fait néanmoins son retour en France quelques mois plus tard, réintégrant l'équipe de l'USON Nevers en janvier 2022 pour le reste de la saison et celle à venir. En février 2023, il prolonge son contrat pour deux saisons supplémentaires.
Son deuxième parcours sous le maillot nivernais prend fin à l'issue de la saison 2024-2025 et continue au Stado Tarbes PR, pensionnaire de Nationale.